# Garnich
Garnich (luxemburguès Garnech) és una comuna i vila a l'est de Luxemburg, que forma part del cantó de Capellen. Comprèn les viles de Garnich, Dahlem, Grand-Bevange, Hivange i Kahler.

## Població
| Nacionalitat   | Població | %      |
| -------------- | -------- | ------ |
| luxemburguesos | 1.116    | 74,65% |
| Forasters      | 379      | 25,35% |
| - portuguesos  | 47       | 3,14%  |
| - francesos    | 34       | 2,27%  |
| - italians     | 40       | 2,68%  |
| - belgues      | 123      | 8,23%  |
| - alemanys     | 35       | 2,34%  |
| - iugoslaus    | 6        | 0,40%  |
| - altres       | 94       | 6,29%  |

## Evolució demogràfica
| Any        | Població |
| ---------- | -------- |
| 15/02/2001 | 1.495    |
| 01/01/2002 | 1.511    |
| 01/01/2003 | 1.491    |
| 01/01/2004 | 1.497    |
| 01/01/2005 | 1.535    |